# Treat You Better
Treat You Better é uma canção gravada pelo cantor e compositor canadense Shawn Mendes. Ela foi co-escrita por Mendes com Teddy Geiger e Scott Harris. Foi lançada em três de junho de 2016, através da Island Records como o primeiro single de seu segundo álbum de estúdio, Illuminate, (2016). O vídeo clipe da canção foi lançado no dia 12 de julho do mesmo ano, e conta uma curta história de relação abusiva. Na lista de fim de ano, 100 Best Pop Songs of 2016 da revista  Billboard, a canção ficou na 42° posição.

## Composição
A canção é escrita na chave de  B ♭ minor. E tem um tempo de 83 batimentos por minuto.

## Vídeo clipe
O vídeo oficial da canção foi lançado no dia 12 de julho de 2016. Possui um enredo que gira em torno de uma situação de violência entre casais. O vídeo mostra uma menina sendo abusada por seu namorado em várias situações, enquanto Mendes espera estar com ela e se esforça para entender por que ela prefere estar nesse relacionamento. O vídeo termina exibindo o número da Agência Nacional de Violência Doméstica dos Estados Unidos. O vídeo da música também estrela a meia-irmã de Devon Aoki, Ellie Stuart Hunter.

## Faixas
| Download digital |                    |         |  |
| N.º              | Título             | Duração |  |
| 1.               | "Treat You Better" | 3:07    |  |

| CD single      |                    |         |  |
| N.º            | Título             | Duração |  |
| 1.             | "Treat You Better" | 3:07    |  |
| 2.             | "Ruin"             | 4:00    |  |
| Duração total: | Duração total:     | 7:08    |  |

## Performances ao vivo
A primeira performance da canção ocorreu no MuchMusic Video Awards que ocorreu em 19 de junho de 2016. Em 12 de julho de 2016, Mendes performou também a canção no The Tonight show. E em 20 de novembro de 2016, Shawn cantou Treat You Better no American Music Awards.